# Fibuloides cyanopsis
Fibuloides cyanopsis là một loài bướm đêm thuộc họ Tortricidae. Nó được tìm thấy ở Trung Quốc (Quảng Đông, Quảng Tây, Quý Châu), Nhật Bản, Việt Nam, Indonesia và Ấn Độ.